# Primera División 2006 (Chili)
De Primera División (Chili) 2006 was de 75ste editie van de strijd om de landstitel in de hoogste afdeling van het Chileense profvoetbal, de Primera División. De competitie was opgedeeld in twee speelhelften: het openingstoernooi (Torneo Apertura 2006 "Copa Banco Estado" van 27 januari tot en met 2 juli) en het sluitingstoernooi (Torneo Clausura 2006 "Copa Banco Estado" van 15 juli tot en met 23 december). Beide seizoenshelften werden afgesloten met een nacompetitie in de vorm van play-offs. Voorafgaand aan het seizoen trok Deportes Concepción zich terug wegens financiële problemen, waardoor de competitie niet twintig maar negentien deelnemende clubteams telde,

## Torneo Apertura

### Eindstanden
|   | GROEP A                   | WG | W | G | V  | DV | DT | +/− | Punten | Opmerking |
| - | ------------------------- | -- | - | - | -- | -- | -- | --- | ------ | --------- |
| 1 | Universidad de Concepción | 18 | 9 | 6 | 3  | 31 | 23 | +8  | 33     | play-offs |
| 2 | Audax Italiano            | 18 | 9 | 5 | 4  | 32 | 22 | +10 | 32     | play-offs |
| 3 | Universidad Católica      | 18 | 9 | 5 | 4  | 27 | 20 | +7  | 32     | voorronde |
| 4 | Cobresal                  | 18 | 6 | 4 | 8  | 26 | 32 | –6  | 22     |           |
| 5 | Santiago Wanderers        | 18 | 5 | 2 | 11 | 16 | 30 | –14 | 17     |           |

|   | GROEP B              | WG | W  | G | V  | DV | DT | +/− | Punten | Opmerking |
| - | -------------------- | -- | -- | - | -- | -- | -- | --- | ------ | --------- |
| 1 | Universidad de Chile | 18 | 10 | 5 | 3  | 27 | 20 | +7  | 35     | play-offs |
| 2 | Deportes La Serena   | 18 | 5  | 7 | 6  | 32 | 31 | +1  | 22     | voorronde |
| 3 | Everton              | 18 | 5  | 6 | 7  | 20 | 27 | –7  | 21     |           |
| 4 | Coquimbo Unido       | 18 | 3  | 8 | 7  | 16 | 26 | –10 | 17     |           |
| 5 | Santiago Morning     | 18 | 2  | 6 | 10 | 15 | 31 | –16 | 12     |           |

|   | GROEP C        | WG | W  | G | V | DV | DT | +/− | Punten | Opmerking |
| - | -------------- | -- | -- | - | - | -- | -- | --- | ------ | --------- |
| 1 | Colo-Colo      | 18 | 13 | 1 | 4 | 54 | 22 | +32 | 40     | play-offs |
| 2 | Cobreloa       | 18 | 9  | 3 | 6 | 32 | 24 | +8  | 30     | play-offs |
| 3 | Unión Española | 18 | 8  | 4 | 6 | 24 | 21 | +3  | 28     | voorronde |
| 4 | Antofagasta    | 18 | 5  | 6 | 7 | 26 | 31 | –5  | 21     |           |
| 5 | Puerto Montt   | 18 | 4  | 5 | 9 | 33 | 32 | +1  | 17     |           |

|   | GROEP D             | WG                                          | W                                           | G                                           | V                                           | DV                                          | DT                                          | +/−                                         | Punten                                      | Opmerking                                   |
| - | ------------------- | ------------------------------------------- | ------------------------------------------- | ------------------------------------------- | ------------------------------------------- | ------------------------------------------- | ------------------------------------------- | ------------------------------------------- | ------------------------------------------- | ------------------------------------------- |
| 1 | Huachipato          | 18                                          | 11                                          | 3                                           | 4                                           | 32                                          | 19                                          | +13                                         | 36                                          | play-offs                                   |
| 2 | O'Higgins           | 18                                          | 5                                           | 6                                           | 7                                           | 20                                          | 25                                          | –5                                          | 21                                          | voorronde                                   |
| 3 | Palestino           | 18                                          | 4                                           | 4                                           | 10                                          | 22                                          | 35                                          | –13                                         | 16                                          |                                             |
| 4 | Rangers             | 18                                          | 4                                           | 4                                           | 10                                          | 26                                          | 40                                          | –14                                         | 16                                          |                                             |
| — | Deportes Concepción | trok zich terug wegens financiële problemen | trok zich terug wegens financiële problemen | trok zich terug wegens financiële problemen | trok zich terug wegens financiële problemen | trok zich terug wegens financiële problemen | trok zich terug wegens financiële problemen | trok zich terug wegens financiële problemen | trok zich terug wegens financiële problemen | trok zich terug wegens financiële problemen |

### Play-offs

#### Voorronde
|        |                                    |       |                                         |  |
| 7 juni | Unión Española                     | 2 – 2 | Deportes La Serena                      |  |
| 7 juni | Manuel Neira 5' Clarence Acuña 62' |       | 11' (pen.) Pablo Bolados 77' Luis Rueda |  |

|        |                      |       |                |  |
| 9 juni | Universidad Católica | 1 – 1 | O'Higgins      |  |
| 9 juni | Luis Núñez 45'       |       | 50' Marco Olea |  |

#### Hoofdschema
|  | Kwartfinale | Kwartfinale               | Kwartfinale | Kwartfinale | Kwartfinale |   |                           | Halve finale | Halve finale | Halve finale | Halve finale | Halve finale |  |  | Finale | Finale               | Finale | Finale | Finale |
|  |             |                           |             |             |             |   |                           |              |              |              |              |              |  |  |        |                      |        |        |        |
|  |             | Universidad Católica      | 2           | 1           | 3           |   |                           |              |              |              |              |              |  |  |        |                      |        |        |        |
|  |             | Universidad de Chile      | 2           | 3           | 5           |   |                           |              |              |              |              |              |  |  |        |                      |        |        |        |
|  |             | Universidad de Chile      | 2           | 3           | 5           |   | Universidad de Chile      | 6            | 2            | 8            |              |              |  |  |        |                      |        |        |        |
|  |             |                           |             |             |             |   | Universidad de Chile      | 6            | 2            | 8            |              |              |  |  |        |                      |        |        |        |
|  |             |                           | Huachipato  | 1           | 2           | 3 |                           |              |              |              |              |              |  |  |        |                      |        |        |        |
|  |             | Cobreloa                  | Huachipato  | 1           | 2           | 3 | 3                         | 0            | 3            |              |              |              |  |  |        |                      |        |        |        |
|  |             | Cobreloa                  |             |             |             |   | 3                         | 0            | 3            |              |              |              |  |  |        |                      |        |        |        |
|  |             | Huachipato                | 1           | 4           | 5           |   |                           |              |              |              |              |              |  |  |        |                      |        |        |        |
|  |             |                           |             |             |             |   |                           |              |              |              |              |              |  |  |        | Universidad de Chile | 1      | 1      | 2      |
|  |             |                           |             | Colo-Colo   | 2           | 0 | 4                         |              |              |              |              |              |  |  |        |                      |        |        |        |
|  |             | Audax Italiano            | 2           | 0           | 2           |   |                           |              |              |              |              |              |  |  |        |                      |        |        |        |
|  |             | Universidad de Concepción | 1           | 2           | 3           |   |                           |              |              |              |              |              |  |  |        |                      |        |        |        |
|  |             | Universidad de Concepción | 1           | 2           | 3           |   | Universidad de Concepción | 3            | 0            | 3            |              |              |  |  |        |                      |        |        |        |
|  |             |                           |             |             |             |   | Universidad de Concepción | 3            | 0            | 3            |              |              |  |  |        |                      |        |        |        |
|  |             |                           | Colo-Colo   | 4           | 2           | 6 |                           |              |              |              |              |              |  |  |        |                      |        |        |        |
|  |             | Unión Española            | Colo-Colo   | 4           | 2           | 6 | 0                         | 0            | 0            |              |              |              |  |  |        |                      |        |        |        |
|  |             | Unión Española            |             |             |             |   | 0                         | 0            | 0            |              |              |              |  |  |        |                      |        |        |        |
|  |             | Colo-Colo                 | 4           | 5           | 9           |   |                           |              |              |              |              |              |  |  |        |                      |        |        |        |

#### Kwartfinale
|                     |                                        |       |                                     |  |
| 13 juni Eerste duel | Universidad Católica                   | 2 – 2 | Universidad de Chile                |  |
| 13 juni Eerste duel | Jorge Quinteros 4' Francisco Arrue 49' |       | 28' Herly Alcázar 71' Mayer Candelo |  |

|                     |                                                       |       |                      |  |
| 18 juni Tweede duel | Universidad de Chile                                  | 3 – 1 | Universidad Católica |  |
| 18 juni Tweede duel | Herly Alcázar 54' Herly Alcázar 71' Mayer Candelo 76' |       | 19' Luis Núñez       |  |

|                     |                                                          |       |                 |  |
| 10 juni Eerste duel | Cobreloa                                                 | 3 – 1 | Huachipato      |  |
| 10 juni Eerste duel | Alexis Sánchez 51' Alexis Sánchez 54' Alexis Sánchez 79' |       | 44' Renzo Yáñez |  |

|                     |                                                                                 |       |          |  |
| 17 juni Tweede duel | Huachipato                                                                      | 4 – 0 | Cobreloa |  |
| 17 juni Tweede duel | Rodrigo Millar 41' Renzo Yáñez 76' Rodrigo Millar 79' (pen.) Rodrigo Millar 85' |       |          |  |

|                     |                                           |       |                           |  |
| 11 juni Eerste duel | Audax Italiano                            | 2 – 1 | Universidad de Concepción |  |
| 11 juni Eerste duel | Arístides Masi 3' Miguel Ángel Romero 82' |       | 14' Ricardo Parada        |  |

|                     |                                      |       |                |  |
| 18 juni Tweede duel | Universidad de Concepción            | 2 – 0 | Audax Italiano |  |
| 18 juni Tweede duel | Fernando Solís 3' Ricardo Parada 46' |       |                |  |

|                     |                |                                                                            |           |  |
| 11 juni Eerste duel | Unión Española | 0 – 4                                                                      | Colo-Colo |  |
| 11 juni Eerste duel |                | 36' Rodrigo Tapia 61' Jorge Valdivia 69' Humberto Suazo 82' Humberto Suazo |           |  |

|                     |                                                                                                 |       |                |  |
| 17 juni Tweede duel | Colo-Colo                                                                                       | 5 – 0 | Unión Española |  |
| 17 juni Tweede duel | Gonzalo Fierro 14' Humberto Suazo 27' Humberto Suazo 57' Alvaro Ormeño 86' Moises Villaroel 88' |       |                |  |

#### Halve finale
|                     | |       |                |  |
| 22 juni Eerste duel | Universidad de Chile                                                                                        | 6 – 1 | Huachipato     |  |
| 22 juni Eerste duel | Herly Alcázar 2' Marcelo Salas 34' Mayer Candelo 46' Hugo Droguett 60' Marcelo Salas 74' Cristián Canío 82' |       | 30' Juan Lorca |  |

|                     |                                             |       |                                    |  |
| 25 juni Tweede duel | Huachipato                                  | 2 – 2 | Universidad de Chile               |  |
| 25 juni Tweede duel | Rodolfo Madrid 52' Pedro Morales 66' (pen.) |       | 37' Waldo Ponce 46' Cristián Canío |  |

|                     |                                                                      |       |                                                                                 |  |
| 21 juni Eerste duel | Universidad de Concepción                                            | 3 – 4 | Colo-Colo                                                                       |  |
| 21 juni Eerste duel | Ricardo Viveros 49' Ricardo Viveros 75' Juan Francisco Viveros 90+2' |       | 37' Humberto Suazo 57' Matías Fernández 59' Humberto Suazo 73' Matías Fernández |  |

|                     |                                        |       |                           |  |
| 25 juni Tweede duel | Colo-Colo                              | 2 – 0 | Universidad de Concepción |  |
| 25 juni Tweede duel | Arturo Sanhueza 72' Humberto Suazo 83' |       |                           |  |

#### Finale
|                     |                      |       |                                           |                                                                            |
| 28 juni Eerste duel | Universidad de Chile | 1 – 2 | Colo-Colo                                 | Estadio Nacional, Santiago Toeschouwers: 28.804 Scheidsrechter: Pablo Pozo |
| 28 juni Eerste duel | Herly Alcázar 13'    |       | 54' Matías Fernández 90' Matías Fernández | Estadio Nacional, Santiago Toeschouwers: 28.804 Scheidsrechter: Pablo Pozo |

|                    |                                                                        |                         |                                                               |                                                                              |
| 2 juli Tweede duel | Colo-Colo                                                              | 0 – 1                   | Universidad de Chile                                          | Estadio Nacional, Santiago Toeschouwers: 61.000 Scheidsrechter: Rubén Selman |
| 2 juli Tweede duel |                                                                        | 69' Luis Pedro Figueroa |                                                               | Estadio Nacional, Santiago Toeschouwers: 61.000 Scheidsrechter: Rubén Selman |
| 2 juli Tweede duel | Strafschoppen                                                          |                         |                                                               | Estadio Nacional, Santiago Toeschouwers: 61.000 Scheidsrechter: Rubén Selman |
| 2 juli Tweede duel | Matías Fernández Humberto Suazo Gonzalo Fierro Luis Mena Miguel Aceval | 4 – 2                   | Marcelo Salas Hugo Droguett Mayer Candelo Luis Pedro Figueroa | Estadio Nacional, Santiago Toeschouwers: 61.000 Scheidsrechter: Rubén Selman |

### Topscorers
|   | Naam             | Club                 | Goals | Duels |
| - | ---------------- | -------------------- | ----- | ----- |
| 1 | Humberto Suazo   | Colo-Colo            | 19    | —     |
| 2 | Matías Fernández | Colo-Colo            | 14    | —     |
| 3 | Juan Quiroga     | Cobresal             | 13    | —     |
| 3 | Leonardo Monje   | Puerto Montt         | 13    | —     |
| 3 | Rodrigo Millar   | Huachipato           | 13    | —     |
| 6 | Héctor Mancilla  | Colo-Colo            | 12    | —     |
| 7 | Herly Alcázar    | Universidad de Chile | 11    | 16    |

### Kampioen
| Primera División 2007 (Torneo Apertua) |
| -------------------------------------- |
| Colo-Colo 24ste titel                  |

## Torneo Clausura

### Eindstanden
|   | GROEP 1            | WG | W  | G | V  | DV | DT | +/− | Punten | Opmerking |
| - | ------------------ | -- | -- | - | -- | -- | -- | --- | ------ | --------- |
| 1 | Cobreloa           | 18 | 11 | 4 | 3  | 40 | 24 | +16 | 37     | play-offs |
| 2 | Colo-Colo          | 18 | 8  | 5 | 5  | 37 | 31 | +6  | 29     | play-offs |
| 3 | Santiago Wanderers | 18 | 8  | 4 | 6  | 22 | 21 | +1  | 28     | voorronde |
| 4 | Palestino          | 18 | 5  | 5 | 8  | 16 | 25 | –9  | 20     |           |
| 5 | Cobresal           | 18 | 5  | 3 | 10 | 20 | 28 | –8  | 18     |           |

|   | GROEP 2        | WG | W  | G | V  | DV | DT | +/− | Punten | Opmerking |
| - | -------------- | -- | -- | - | -- | -- | -- | --- | ------ | --------- |
| 1 | O'Higgins      | 18 | 10 | 5 | 3  | 31 | 20 | +11 | 35     | play-offs |
| 2 | Coquimbo Unido | 18 | 8  | 5 | 5  | 23 | 22 | +1  | 29     | play-offs |
| 3 | Rangers        | 18 | 6  | 6 | 6  | 22 | 24 | –2  | 24     |           |
| 4 | Huachipato     | 18 | 6  | 2 | 10 | 29 | 32 | –3  | 20     |           |
| 5 | Unión Española | 18 | 3  | 5 | 10 | 20 | 34 | –14 | 14     |           |

|   | GROEP 3                   | WG | W  | G | V | DV | DT | +/− | Punten | Opmerking |
| - | ------------------------- | -- | -- | - | - | -- | -- | --- | ------ | --------- |
| 1 | Puerto Montt              | 18 | 10 | 3 | 5 | 26 | 21 | +5  | 33     | play-offs |
| 2 | Audax Italiano            | 18 | 9  | 2 | 7 | 32 | 24 | +8  | 29     | play-offs |
| 3 | Universidad de Concepción | 18 | 7  | 4 | 7 | 34 | 30 | +4  | 25     |           |
| 4 | Deportes La Serena        | 18 | 4  | 6 | 8 | 32 | 39 | –7  | 18     |           |
| 5 | Santiago Morning          | 18 | 4  | 5 | 9 | 22 | 32 | –10 | 17     |           |

|   | GROEP 4              | WG | W | G | V | DV | DT | +/− | Punten | Opmerking |
| - | -------------------- | -- | - | - | - | -- | -- | --- | ------ | --------- |
| 1 | Universidad Católica | 18 | 9 | 4 | 5 | 24 | 18 | +6  | 31     | play-offs |
| 2 | Universidad de Chile | 18 | 7 | 2 | 9 | 24 | 25 | –1  | 23     | voorronde |
| 3 | Antofagasta          | 18 | 5 | 6 | 7 | 25 | 25 | 0   | 21     |           |
| 4 | Everton              | 18 | 5 | 6 | 7 | 23 | 27 | –4  | 21     |           |

### Play-offs

#### Voorronde
|             |                    |                  |                      |  |
| 22 november | Santiago Wanderers | 0 – 1            | Universidad de Chile |  |
| 22 november |                    | 62' Adrián Rojas |                      |  |

#### Hoofdschema
|  | Kwartfinale | Kwartfinale          | Kwartfinale | Kwartfinale | Kwartfinale |   |                | Halve finale | Halve finale | Halve finale | Halve finale | Halve finale |  |  | Finale | Finale         | Finale | Finale | Finale |
|  |             |                      |             |             |             |   |                |              |              |              |              |              |  |  |        |                |        |        |        |
|  |             | Universidad Católica | 0           | 0           | 0           |   |                |              |              |              |              |              |  |  |        |                |        |        |        |
|  |             | Audax Italiano       | 1           | 3           | 4           |   |                |              |              |              |              |              |  |  |        |                |        |        |        |
|  |             | Audax Italiano       | 1           | 3           | 4           |   | Audax Italiano | 4            | 2            | 6            |              |              |  |  |        |                |        |        |        |
|  |             |                      |             |             |             |   | Audax Italiano | 4            | 2            | 6            |              |              |  |  |        |                |        |        |        |
|  |             |                      | O'Higgins   | 1           | 4           | 5 |                |              |              |              |              |              |  |  |        |                |        |        |        |
|  |             | Coquimbo Unido       | O'Higgins   | 1           | 4           | 5 | 0              | 1            | 1            |              |              |              |  |  |        |                |        |        |        |
|  |             | Coquimbo Unido       |             |             |             |   | 0              | 1            | 1            |              |              |              |  |  |        |                |        |        |        |
|  |             | O'Higgins            | 0           | 2           | 2           |   |                |              |              |              |              |              |  |  |        |                |        |        |        |
|  |             |                      |             |             |             |   |                |              |              |              |              |              |  |  |        | Audax Italiano | 0      | 2      | 2      |
|  |             |                      |             | Colo-Colo   | 3           | 3 | 6              |              |              |              |              |              |  |  |        |                |        |        |        |
|  |             | Universidad de Chile | 1           | 1           | 2           |   |                |              |              |              |              |              |  |  |        |                |        |        |        |
|  |             | Cobreloa             | 0           | 3           | 3           |   |                |              |              |              |              |              |  |  |        |                |        |        |        |
|  |             | Cobreloa             | 0           | 3           | 3           |   | Cobreloa       | 0            | 3            | 3            |              |              |  |  |        |                |        |        |        |
|  |             |                      |             |             |             |   | Cobreloa       | 0            | 3            | 3            |              |              |  |  |        |                |        |        |        |
|  |             |                      | Colo-Colo   | 3           | 3           | 6 |                |              |              |              |              |              |  |  |        |                |        |        |        |
|  |             | Puerto Montt         | Colo-Colo   | 3           | 3           | 6 | 0              | 0            | 0            |              |              |              |  |  |        |                |        |        |        |
|  |             | Puerto Montt         |             |             |             |   | 0              | 0            | 0            |              |              |              |  |  |        |                |        |        |        |
|  |             | Colo-Colo            | 1           | 4           | 5           |   |                |              |              |              |              |              |  |  |        |                |        |        |        |

#### Kwartfinale
|                         |                    |       |                      |  |
| 25 november Eerste duel | Audax Italiano     | 1 – 0 | Universidad Católica |  |
| 25 november Eerste duel | Carlos Garrido 33' |       |                      |  |

|                        |                      |                                                               |                |  |
| 3 december Tweede duel | Universidad Católica | 0 – 3                                                         | Audax Italiano |  |
| 3 december Tweede duel |                      | 4' Juan González 24' (og) Diego Rosende 65' Carlos Villanueva |                |  |

|                         |                |       |           |  |
| 25 november Eerste duel | Coquimbo Unido | 0 – 0 | O'Higgins |  |
| 25 november Eerste duel |                |       |           |  |

|                        |                                             |       |                     |  |
| 2 december Tweede duel | O'Higgins                                   | 2 – 1 | Coquimbo Unido      |  |
| 2 december Tweede duel | Daniel González 72' Giancarlo Maldonado 73' |       | 57' Gamadiel García |  |

|                         |                      |       |          |  |
| 26 november Eerste duel | Universidad de Chile | 1 – 0 | Cobreloa |  |
| 26 november Eerste duel | Sergio Gioino 76'    |       |          |  |

|                        |                                                        |       |                      |  |
| 3 december Tweede duel | Cobreloa                                               | 3 – 1 | Universidad de Chile |  |
| 3 december Tweede duel | Lucas Barrios 19' José Luis Díaz 34' Lucas Barrios 54' |       | 75' Waldo Ponce      |  |

|                         |                   |       |              |  |
| 26 november Eerste duel | Colo-Colo         | 1 – 0 | Puerto Montt |  |
| 26 november Eerste duel | Rodrigo Tapia 75' |       |              |  |

|                        |              |                                                                                        |           |  |
| 6 december Eerste duel | Puerto Montt | 0 – 4                                                                                  | Colo-Colo |  |
| 6 december Eerste duel |              | 58' Matías Fernández 77' (pen.) Humberto Suazo 82' Matías Fernández 89' Alexis Sánchez |           |  |

#### Halve finale
|                        |                                                                                |       |                     |  |
| 8 december Eerste duel | Audax Italiano                                                                 | 4 – 1 | O'Higgins           |  |
| 8 december Eerste duel | Carlos Villanueva 38' Boris Rieloff 61' Enzo Cabrera 73' Carlos Villanueva 83' |       | 69' Daniel González |  |

|                         |                                                                                      |       |                                           |  |
| 16 december Tweede duel | O'Higgins                                                                            | 4 – 2 | Audax Italiano                            |  |
| 16 december Tweede duel | Marco Olea 20' Giancarlo Maldonado 70' César Santis 72' (og) Giancarlo Maldonado 77' |       | 52' Carlos Villanueva 59' Franco di Santo |  |

|                        |                                                                  |       |          |  |
| 9 december Eerste duel | Colo-Colo                                                        | 3 – 0 | Cobreloa |  |
| 9 december Eerste duel | Fernando Hurtado 4' (og) Matías Fernández 27' Gonzalo Fierro 32' |       |          |  |

|                         |                                                            |       |                                                                   |  |
| 17 december Tweede duel | Cobreloa                                                   | 3 – 3 | Colo-Colo                                                         |  |
| 17 december Tweede duel | Lucas Barrios 21' Lucas Barrios 51' Juan Luis González 74' |       | 37' Humberto Suazo 40' (pen.) Matías Fernández 71' Humberto Suazo |  |

#### Finale
|                         |                                                              |       |                |                                                                                                |
| 20 december Eerste duel | Colo-Colo                                                    | 3 – 0 | Audax Italiano | Estadio Monumental David Arellano, Santiago Toeschouwers: 30.000 Scheidsrechter: Enrique Osses |
| 20 december Eerste duel | Matías Fernández 22' Humberto Suazo 55' Rodrigo Meléndez 85' |       |                | Estadio Monumental David Arellano, Santiago Toeschouwers: 30.000 Scheidsrechter: Enrique Osses |

|                         |                                           |       |                                                     |                                                                                |
| 23 december Tweede duel | Audax Italiano                            | 2 – 3 | Colo-Colo                                           | Estadio Nacional, Santiago Toeschouwers: 60.000 Scheidsrechter: Carlos Chandía |
| 23 december Tweede duel | Carlos Villanueva 47' Gustavo Paruolo 90' |       | 77' Humberto Suazo 81' Humberto Suazo 88' Luis Mena | Estadio Nacional, Santiago Toeschouwers: 60.000 Scheidsrechter: Carlos Chandía |

### Topscorers
|   | Naam                | Club                      | Goals | Duels |
| - | ------------------- | ------------------------- | ----- | ----- |
| 1 | Leonardo Monje      | Universidad de Concepción | 17    | —     |
| 2 | Matías Fernández    | Colo-Colo                 | 15    | —     |
| 2 | Humberto Suazo      | Colo-Colo                 | 15    | —     |
| 4 | Carlos Villanueva   | Audax Italiano            | 12    | —     |
| 4 | Lucas Barrios       | Cobreloa                  | 12    | —     |
| 6 | Giancarlo Maldonado | Audax Italiano            | 11    | —     |
| 6 | José Luis Díaz      | Cobreloa                  | 11    | —     |
| 6 | Manuel Neira        | Unión Española            | 11    | —     |
| 6 | Renato Ramos        | Antofagasta               | 11    | —     |

### Kampioen
| Primera División 2007 (Torneo Clausura) |
| --------------------------------------- |
| Colo-Colo 25ste titel                   |

## Copa Libertadores
- Colo-Colo, Audax Italiano (beste nummer twee van Apertura) en Cobreloa (winnaar van Clausura) plaatsten zich voor de Copa Libertadores 2007.

## Promotie/degradatie
Op basis van de gecombineerde eindrangschikking (Apertura en Clausura) degradeerden Santiago Morning en Deportes Concepción (teruggetrokken) rechtstreeks naar de Segunda División. De nummers zeventien en achttien, respectievelijk Rangers en Palestino, streden met de nummers drie en vier uit de Segunda División, Lota Schwager en Fernández Vial, om twee plaatsen in de hoogste divisie voor het seizoen 2007.

### Play-offs
|                         |                  |       |                                                         |  |
| 25 november Eerste duel | Fernández Vial   | 1 – 3 | Palestino                                               |  |
| 25 november Eerste duel | César Burgos 80' |       | 9' Juan Pablo Ubeda 21' Daniel Pérez 72' Rodrigo Toloza |  |

|                        |                      |       |                |  |
| 3 december Tweede duel | Palestino            | 1 – 0 | Fernández Vial |  |
| 3 december Tweede duel | Juan Pablo Ubeda 88' |       |                |  |

|                         |                                     |       |                      |  |
| 26 november Eerste duel | Rangers                             | 2 – 1 | Lota Schwager        |  |
| 26 november Eerste duel | Patricio Neira 2' Fabián Ibarra 78' |       | 27' Patricio Morales |  |

|                        |                                     |       |                          |  |
| 8 december Tweede duel | Lota Schwager                       | 2 – 1 | Rangers                  |  |
| 8 december Tweede duel | José Salcedo 4' Roberto Silva 90+3' |       | 81' (pen.) Fabián Ibarra |  |

1933 · 1934 · 1935 · 1936 · 1937 · 1938 · 1939 · 1940 · 1941 · 1942 · 1943 · 1944 · 1945 · 1946 · 1947 · 1948 · 1949 · 1950 · 1951 · 1952 · 1953 · 1954 · 1955 · 1956 · 1957 · 1958 · 1959 · 1960 · 1961 · 1962 · 1963 · 1964 · 1965 · 1966 · 1967 · 1968 · 1969 · 1970 · 1971 · 1972 · 1973 · 1974 · 1975 · 1976 · 1977 · 1978 · 1979 · 1980 · 1981 · 1982 · 1983 · 1984 · 1985 · 1986 · 1987 · 1988 · 1989 · 1990 · 1991 · 1992 · 1993 · 1994 · 1995 · 1996 · 1997 · 1998 · 1999 · 2000 · 2001 · 2002 · 2003 ·  2004 · 2005 · 2006 · 2007 · 2008 · 2009 · 2010 · 2011 · 2012 · 2013 · 2014 · 2015 · 2016 · 2017 · 2018 · 2019 · 2020 · 2021